# Lista polskich filmów fabularnych nagrodzonych przez Międzynarodową Federację Krytyków Filmowych (po 1989)
Lista polskich filmów fabularnych nagrodzonych przez Międzynarodową Federację Krytyków Filmowych (po 1989). Międzynarodowa Federacja Krytyków Filmowych (FIPRESCI), utworzona w 1925 w Paryżu, nagradza najlepsze filmy (także wyświetlane poza konkursami głównymi, niezależnie od festiwalowego jury) na różnych międzynarodowych festiwalach filmowych. Jeszcze przed wybuchem II wojny światowej w składzie Federacji znajdowali się polscy krytycy filmowi, ale dopiero od 1946 FIPRESCI regularnie organizuje własne jury złożone z krytyków filmowych, które typuje najlepsze filmy na prestiżowych wydarzeniach filmowych. Jury FIPRESCI przy danym festiwalu składa się zwykle z trzech do dziewięciu osób, a nagrodą dla filmowca jest dyplom Federacji. Jako polski film fabularny w tym zestawieniu definiowane jest wyprodukowane w Polsce dzieło filmowe dłuższe niż 60 minut, niebędące filmem dokumentalnym, animowanym ani oświatowym.

## Lista filmów
Uwaga: Lista filmów jest posortowana wedle roku produkcji.
| Rok  | Film                                   | Reżyser               | Festiwal                                                        | Uwagi                                                                        |
| ---- | -------------------------------------- | --------------------- | --------------------------------------------------------------- | ---------------------------------------------------------------------------- |
| 1990 | Nienormalni                            | Jacek Bławut          | Międzynarodowy Festiwal Filmowy w Mannheim i Heidelbergu (1991) | Fabularyzowany dokument.                                                     |
| 1991 | Podwójne życie Weroniki                | Krzysztof Kieślowski  | Festiwal Filmowy w Cannes (1991)                                | Koprodukcja francusko-polsko-norweska.                                       |
| 1992 | Zwolnieni z życia                      | Waldemar Krzystek     | Międzynarodowy Festiwal Filmowy w San Sebastian (1992)          |                                                                              |
| 1995 | Pokuszenie                             | Barbara Sass          | Międzynarodowy Festiwal Filmowy w Karlowych Warach (1996)       |                                                                              |
| 1997 | Historie miłosne                       | Jerzy Stuhr           | Międzynarodowy Festiwal Filmowy w Wenecji (1997)                |                                                                              |
| 1998 | Nic                                    | Dorota Kędzierzawska  | Kinotawr (1999)                                                 |                                                                              |
| 1999 | Podróże                                | Emmanuel Finkiel      | Międzynarodowy Festiwal Filmowy w Wenecji (1999)                | Koprodukcja polsko-francusko-belgijska, fabularyzowany dokument.             |
| 2001 | Cześć, Tereska                         | Robert Gliński        | Międzynarodowy Festiwal Filmowy w Karlowych Warach (2001)       |                                                                              |
| 2001 | Patrzę na ciebie, Marysiu              | Łukasz Barczyk        | Międzynarodowy Festiwal Filmowy w Mannheim i Heidelbergu (2001) |                                                                              |
| 2002 | Suplement                              | Krzysztof Zanussi     | Międzynarodowy Festiwal Filmowy w Moskwie (2002)                |                                                                              |
| 2002 | Zmruż oczy                             | Andrzej Jakimowski    | Międzynarodowy Festiwal Filmowy w Mannheim i Heidelbergu (2002) |                                                                              |
| 2002 | Edi                                    | Piotr Trzaskalski     | Międzynarodowy Festiwal Filmowy w Berlinie (2003)               |                                                                              |
| 2003 | Przemiany                              | Łukasz Barczyk        | Międzynarodowy Festiwal Filmowy w Turynie (2003)                |                                                                              |
| 2003 | Pogoda na jutro                        | Jerzy Stuhr           | goEast (2004)                                                   |                                                                              |
| 2004 | Mój Nikifor                            | Krzysztof Krauze      | Athens Panorama of European Cinema (2005)                       |                                                                              |
| 2005 | Mistrz                                 | Piotr Trzaskalski     | Międzynarodowy Festiwal Filmowy w Miami (2006)                  |                                                                              |
| 2006 | Z odzysku                              | Sławomir Fabicki      | Międzynarodowy Festiwal Filmowy w Bratysławie (2006)            |                                                                              |
| 2006 | Nadzieja                               | Stanisław Mucha       | Lecce Festival of European Cinema (2008)                        |                                                                              |
| 2007 | Sztuczki                               | Andrzej Jakimowski    | Międzynarodowy Festiwal Filmowy w Bratysławie (2007)            |                                                                              |
| 2008 | Cztery noce z Anną                     | Jerzy Skolimowski     | Athens Panorama of European Cinema (2008)                       |                                                                              |
| 2009 | Rewers                                 | Borys Lankosz         | Warszawski Festiwal Filmowy (2009)                              |                                                                              |
| 2011 | Czarny czwartek. Janek Wiśniewski padł | Antoni Krauze         | Festiwal Filmowy w Montrealu (2011)                             |                                                                              |
| 2011 | Ki                                     | Leszek Dawid          | Filmfestival Cottbus (2011)                                     |                                                                              |
| 2013 | Ida                                    | Paweł Pawlikowski     | Tromsø International Film Festival (2014)                       | Koprodukcja polsko-duńska.                                                   |
| 2015 | Czerwony pająk                         | Marcin Koszałka       | goEast (2016)                                                   | Koprodukcja polsko-czesko-słowacka.                                          |
| 2015 | Córki dancingu                         | Agnieszka Smoczyńska  | Międzynarodowy Festiwal Kina Niezależnego Off Camera (2016)     |                                                                              |
| 2017 | Dzikie róże                            | Anna Jadowska         | Filmfestival Cottbus (2017)                                     |                                                                              |
| 2017 | Prawdziwa historia                     | Roman Polański        | Festiwal Filmowy w Sztokholmie (2017)                           | Koprodukcja francusko-belgijsko-polska.                                      |
| 2020 | Sweat                                  | Magnus von Horn       | European Film Festival Palic (2020)                             |                                                                              |
| 2021 | Inni ludzie                            | Aleksandra Terpińska  | Tallinn Black Nights Film Festival (2021)                       | Koprodukcja polsko-francuska.                                                |
| 2021 | Cicha ziemia                           | Agnieszka Woszczyńska | Międzynarodowy Festiwal Filmowy w Salonikach (2021)             | Korpodukcja polsko-włosko-czeska.                                            |
| 2022 | Granice miłości                        | Tomasz Wiński         | Międzynarodowy Festiwal Filmowy w Karlowych Warach (2022)       | Koprodukcja czesko-polska.                                                   |
| 2022 | Chleb i sól                            | Damian Kocur          | Międzynarodowy Festiwal Kina Niezależnego Off Camera (2023)     |                                                                              |
| 2023 | Imago                                  | Olga Chajdas          | Międzynarodowy Festiwal Filmowy w Karlowych Warach (2023)       | Koprodukcja polsko-holendersko-czeska.                                       |
| 2023 | Tyle co nic                            | Grzegorz Dębowski     | Międzynarodowy Festiwal Kina Niezależnego Off Camera (2024)     |                                                                              |
| 2023 | Strefa interesów                       | Jonathan Glazer       | Międzynarodowy Festiwal Filmowy w Palm Strings (2024)           | Koprodukcja brytyjsko-amerykańsko-polska, film kręcony w polskich plenerach. |